# Кирби (ТВ серија)
Кирби је јапанска анимирана телевизијска серија. Направљена је по истоименој франшизи компаније Нинтендо. У Србији, Црној Гори и Босни и Херцеговини се од 2005. приказивала на Хепи ТВ, синхронизована на српски језик. Синхронизацију је радила Хепи ТВ.

## Радња
Аниме прати Кирбија, розе, детињасто створење, које не прича конкретно, него мумла. Има могућност да поприми моћ предмета који усиса својим устима. Кирби се руши у такозваној Земљи снова. Одмах се спријатељио са жутокожим створењима по имену Тиф и Таф и њиховим пријатељима по имену Фололо и Фалала. Током целе серије Кирби и његови пријатељи се боре против краља Дидидија и његовог помоћника Ескаргона, који желе да се отарасе Кирбија.

## Ликови и улоге
| Име лика         | Име глумца   |
| ---------------- | ------------ |
| Кирби            | Ана Маљевић  |
| Тиф              | Нађа Секулић |
| Таф              | Ана Маљевић  |
| Отац Тиф и Тафа  | Лако Николић |
| Мајка Тиф и Тафа | Нађа Секулић |
| Краљ Дидиди      | Иван Зарић   |
| Ескаргон         | Лако Николић |
| Мета витез       | Лако Николић |
| Мач              | Лако Николић |
| Оштрица          | Ана Маљевић  |
| Промотер         | Лако Николић |
| Енеми            | Иван Зарић   |
| Кабу             | Ана Маљевић  |

## 4Kidsпромене
У Јапану ова серија је оцењена као погодна за децу од вртића до средине основне школе. Међутим, компанија 4Kids, која је радила синхронизацију на енглески језик је сматрала да поједине сцене нису погодне за циљну групу: оружје, алкохол и скроз су уклоњени. Такође и све врсте натписа у самој серији и поједини ликови. Сва музика је замењена новом или у неким случајевима само обрађена. Епизоде су приказане у другачијем редоследу од оригинала. Ова верзија је синхронизована на српски језик, а не оригинална јапанска.

## DVD издања
Компанија Globalcall (касније Katex) је од 2006. године издала неколико DVD-јева, који су се продавали широм Србије и Црне Горе.